# Wellendingen
Wellendingen ist eine Gemeinde in Baden-Württemberg und gehört zum Landkreis Rottweil.

## Geographie

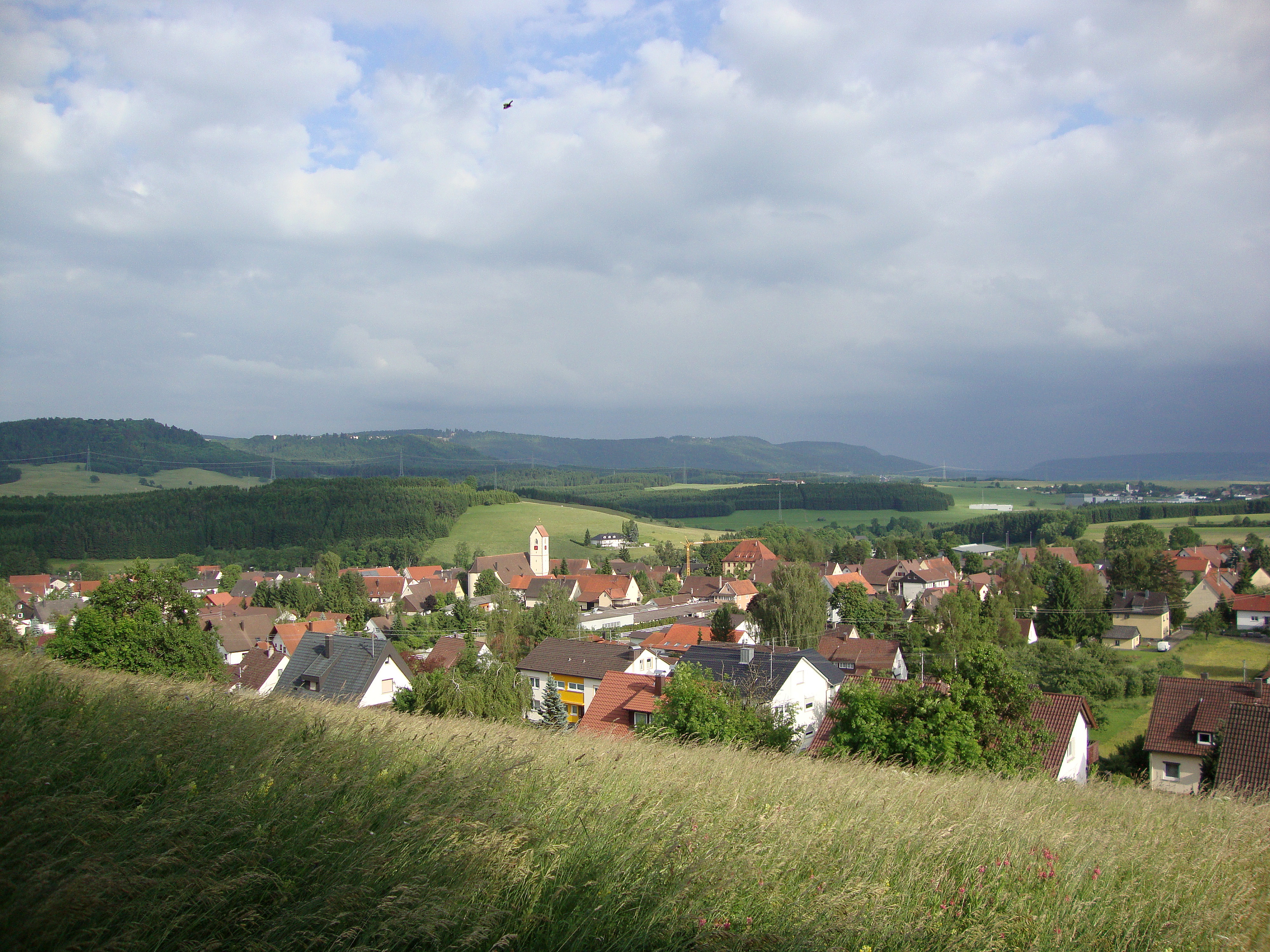
Blick über Wellendingen

### Lage
Die Gemeinde Wellendingen liegt im südwestlichen Albvorland am Fuß des 1015 m hohen Lembergs, des höchsten Bergs der Schwäbischen Alb, zwischen Rottweil und Spaichingen.

### Nachbargemeinden
Die Gemeinde grenzt im Westen an Rottweil, im Nordosten an Schömberg im Zollernalbkreis, im Osten an Deilingen, im Südosten an Gosheim und im Süden an Frittlingen, alle drei im Landkreis Tuttlingen.

### Gemeindegliederung
Die Gemeinde Wellendingen besteht aus den Ortsteilen Wellendingen und Wilflingen. Die Ortsteile sind räumlich identisch mit den früheren Gemeinden gleichen Namens. Die Ortsteile bilden zugleich den Wohnbezirk Wellendingen und den Wohnbezirk Wilflingen im Sinne der baden-württembergischen Gemeindeordnung. Der Ortsteil Wilflingen bildet zugleich eine Ortschaft im Sinne der baden-württembergischen Gemeindeordnung mit eigenem Ortschaftsrat und Ortsvorsteher als dessen Vorsitzender.
Zum Ortsteil Wellendingen  gehören das Dorf Wellendingen, der Weiler Stungen, und die Höfe Katzensteig (Wannenhof), Untere Mühle und Ziegelhütte. Zum Ortsteil Wilflingen gehört das Dorf Wilflingen.

## Geschichte

### Wellendingen

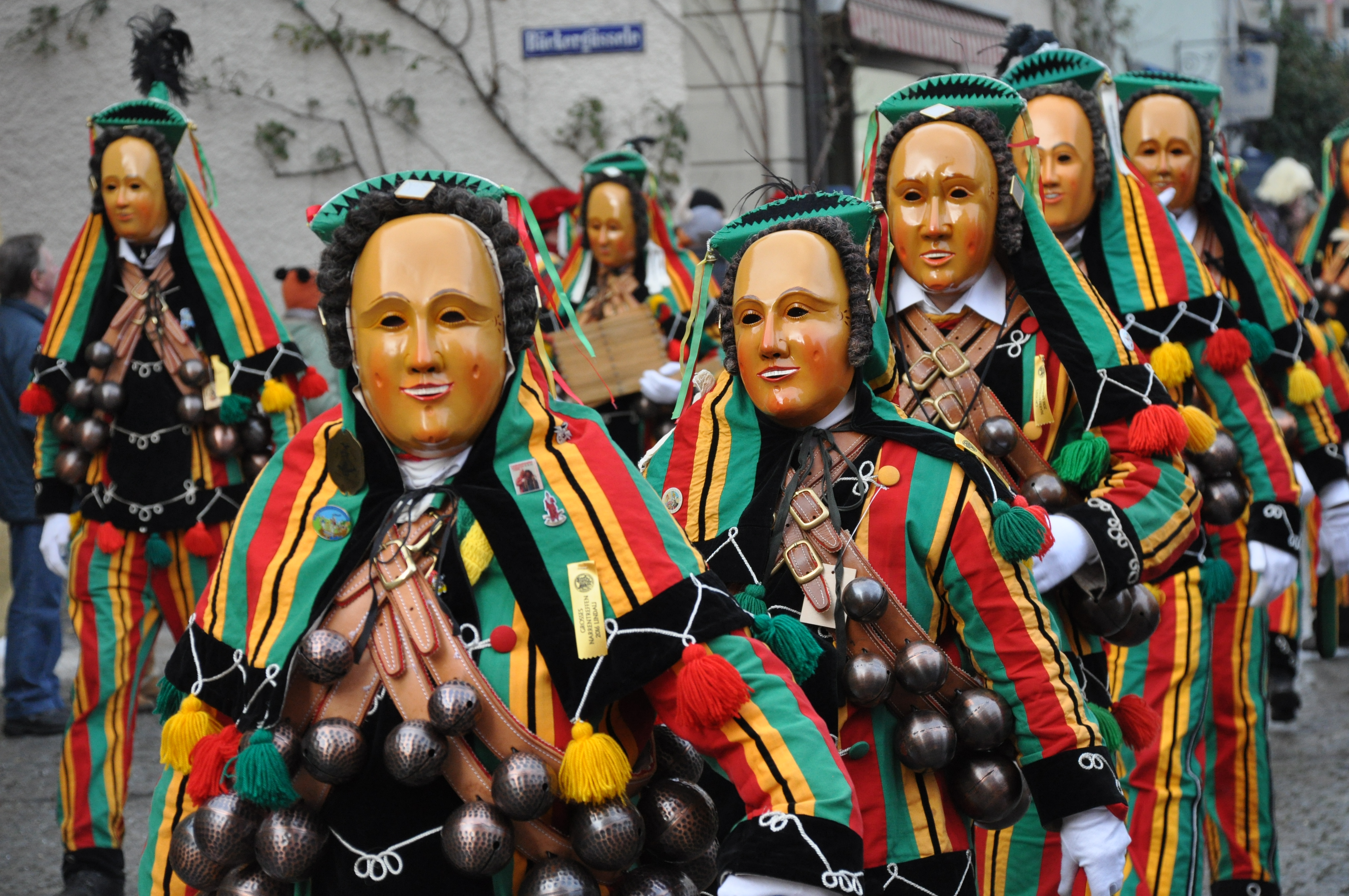
Narrenzunft Wellendingen

1258 wurde Wellendingen erstmals urkundlich erwähnt. Im 13. Jahrhundert war der Ort Sitz eines gleichnamigen Adelsgeschlechts, die Lehensleute der Grafen von Hohenberg waren. 1441 erfolgte die erstmalige Erwähnung einer Kirche in Wellendingen (Filiale der St. Pelagius-Pfarrei in Rottweil-Altstadt). 1540 wurde Wellendingen, das den Ifflinger von Granegg gehörte, in der Landenbergischen Fehde verwüstet. Von 1548 bis 1608 war Wellendingen nun im Besitz der Familie Humpis von Waltrams. Der zum Ritterkanton Neckar-Schwarzwald gehörige Ort befand sich 1608/09 bis 1805 im Besitz der Freiherren von Freyberg. Es war damit eine inkorporierte Ortschaft im Ritterkanton Neckar-Schwarzwald.
Von Tübingen kommend passierte 1797 Johann Wolfgang von Goethe auf einer seiner Reisen in die Schweiz den Ort.
Die Landeshoheit über Wellendingen gelangte 1805 an Württemberg. Von nun an war Wellendingen Teil des seit 1806 bestehenden Königreichs Württemberg im neu gegründeten Oberamt Rottweil. Thaddäus von Freyberg verkaufte 1824 seine Wellendinger Güter und Gebäude an die Gemeinde Wellendingen.
1871 wurde in Wellendingen die Pflichtfeuerwehr gegründet, 1911 wurde der Ort mit elektrischem Licht versorgt.
1928 erhielt Wellendingen durch die Bahnstrecke Balingen–Rottweil einen Anschluss an das überregionale Streckennetz.
Bei der Kreisreform während der NS-Zeit in Württemberg gelangte die Gemeinde 1938 zum Landkreis Rottweil. 1945 wurde der Ort Teil der Französischen Besatzungszone und kam somit zum Nachkriegsland Württemberg-Hohenzollern, welches 1952 im Land Baden-Württemberg aufging.
Am 26. September 1971 wurde der Personenverkehr auf der Strecke zwischen Schömberg und Rottweil eingestellt sowie die Strecke offiziell stillgelegt und abgebaut.

### Wilflingen

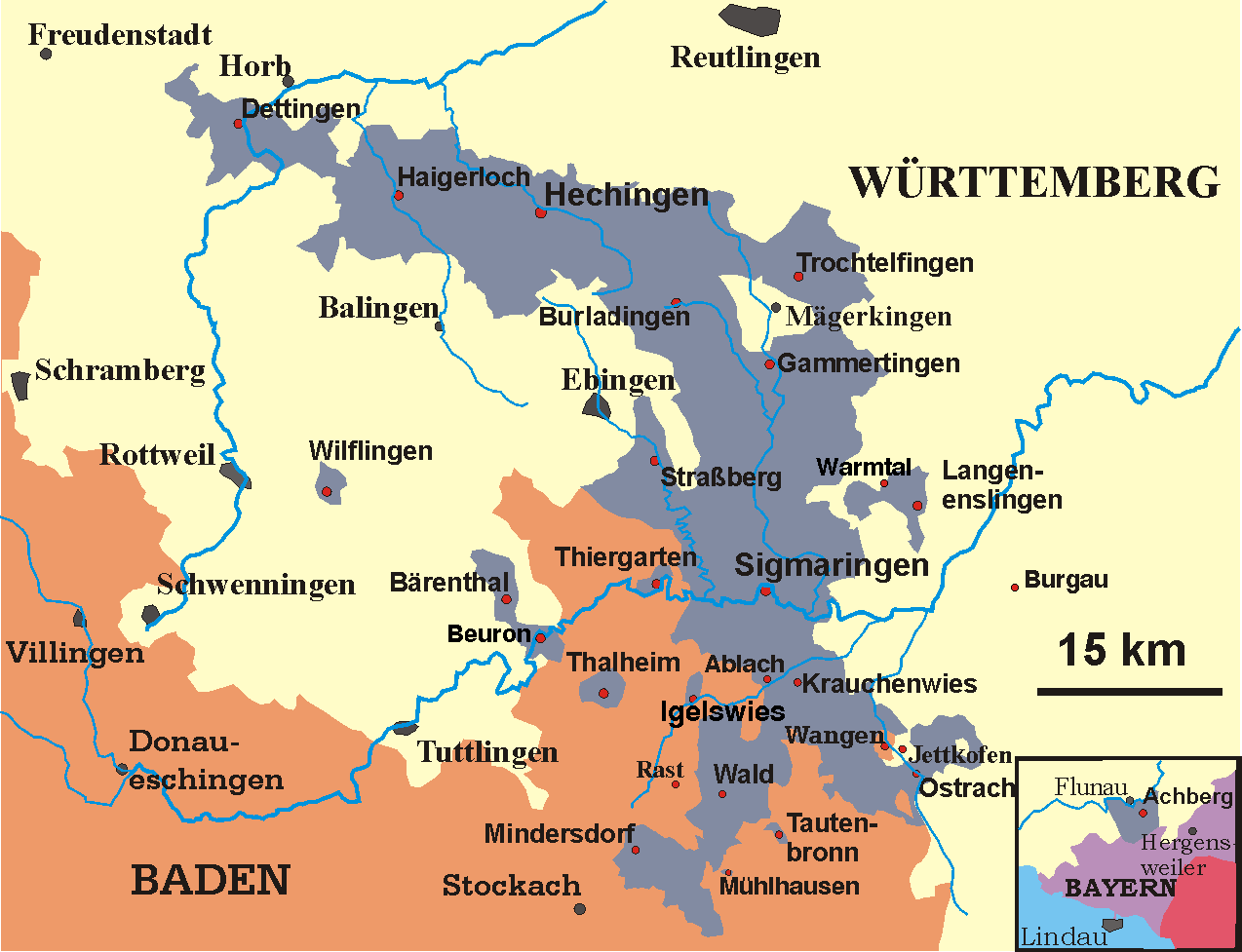
Karte der Hohenzollerschen Lande (1930) mit der Exklave Wilflingen

Wilflingen wurde urkundlich erstmals 1095 erwähnt. Ab 1850 war Wilfingen preußische Exklave als Teil des Oberamts Hechingen, das zum Regierungsbezirk Sigmaringen (Hohenzollernsche Lande) gehörte. Das Oberamt Hechingen ging 1925 im Landkreis Hechingen auf.
Mit Beginn des Jahres 1969 wurde Wilfingen dem Landkreis Rottweil zugeordnet und beendete damit seinen Status als Exklave.
Weiterhin Exklave im kirchenrechtlichen Sinne ist jedoch bis zum heutigen Tag die katholische Pfarrei St. Gallus in Wilflingen. Sie gehört formell zum Erzbistum Freiburg, das die ehemals hohenzollerschen und badischen Landesteile umfasst. Seelsorgerisch wird sie allerdings vom – die württembergischen Lande umfassenden – Bistum Rottenburg-Stuttgart bzw. der Pfarrei in Wellendingen betreut.
Am 1. Januar 1974 wurde Wilflingen in die Gemeinde Wellendingen eingemeindet.

### St.-Ulrich-Kirche

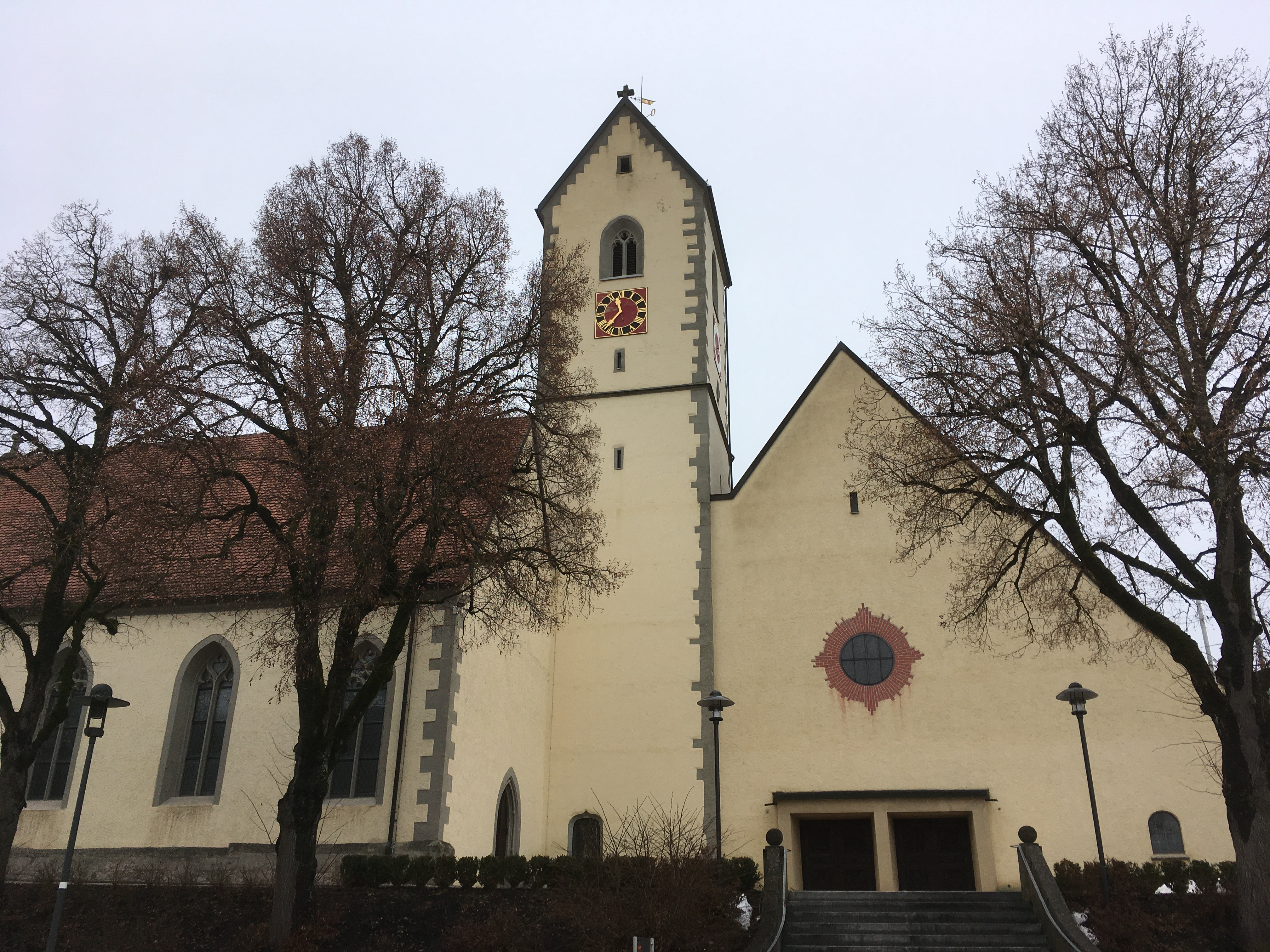
Außenansicht der Kirche St. Ulrich, rechts neben dem Turm ist gut das 1937 angebaute Kirchenschiff zu erkennen

Die freistehende, stattliche St.-Ulrich-Kirche befindet sich in der Ortsmitte von Wellendingen. Sie wurde ursprünglich in gotischem Stil erbaut und 1863 bis 1864 auf der Ostseite durch ein Querschiff und einen neuen rechteckigen Chor vergrößert. 1937 wurde ein Teil des Gebäudes abgebrochen und durch einen Kirchenneubau von Hans Lütkemeier (1898–1960) und Martin Schilling (1896–1991) ersetzt.

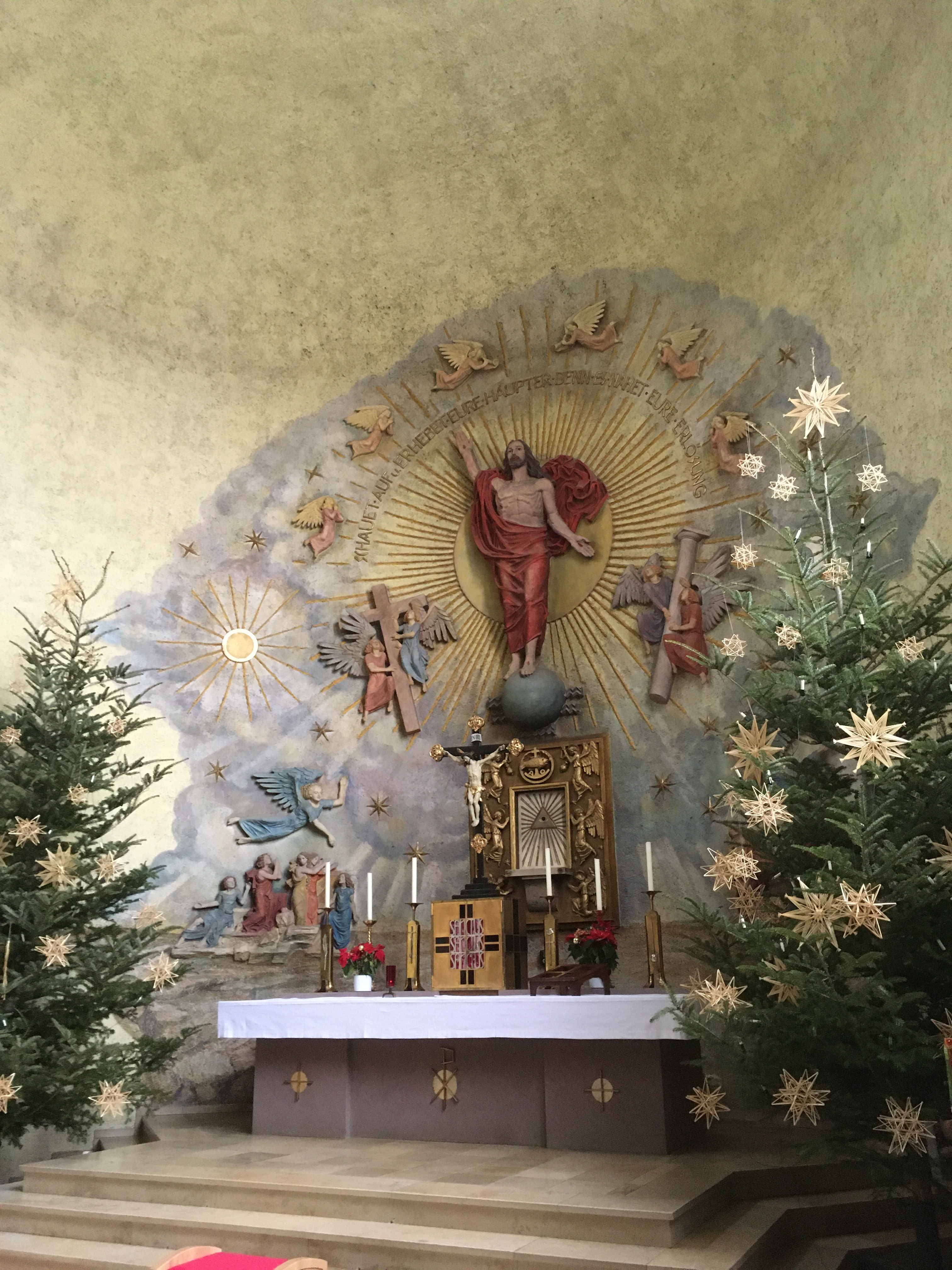
Altarwand der Kirche St. Ulrich

## Religionen
Die Kirche Wellendingen wurde 1441 erstmals als Filiale der St.-Pelagius-Pfarrei in Rottweil-Altstadt erwähnt. Eine eigene Pfarrei entstand im 16. Jahrhundert, um 1555 wird ein Capellanus (Kaplan) Michael Burkatz genannt.
Die evangelischen Gläubigen sind in die Kirchengemeinde Rottweil im Kirchenbezirk Rottweil der Evangelischen Landeskirche in Württemberg eingepfarrt.

## Politik

### Gemeinderat
In Wellendingen wird der Gemeinderat nach dem Verfahren der unechten Teilortswahl gewählt. Dabei kann sich die Zahl der Gemeinderäte durch Überhangmandate verändern. Die Kommunalwahl am 9. Juni 2024 führte zu folgendem amtlichen Endergebnis. Der Gemeinderat besteht aus den gewählten ehrenamtlichen Gemeinderäten und dem Bürgermeister als Vorsitzendem. Der Bürgermeister ist im Gemeinderat stimmberechtigt.
| Parteien und Wählergemeinschaften | Parteien und Wählergemeinschaften                        | % 2024 | Sitze 2024 | % 2019 | Sitze 2019 | Kommunalwahl 2014 %6050403020100 51,3 %n. k. %48,7 %n. k. % CDU/FBBLULCDU/FWGewinne und Verlusteim Vergleich zu 2019 %p 55 50 45 40 35 30 25 20 15 10 5 0 −5−10−15−20−25−30−35−40−45−50+51,3 %p−31,1 %p+26,1 %p−46,3 %pCDU/FBBLULCDU/FW |
| CDU/FB                            | Christlich Demokratische Union Deutschlands/Freie Bürger | 51,3 % | 8          | --     | --         | Kommunalwahl 2014 %6050403020100 51,3 %n. k. %48,7 %n. k. % CDU/FBBLULCDU/FWGewinne und Verlusteim Vergleich zu 2019 %p 55 50 45 40 35 30 25 20 15 10 5 0 −5−10−15−20−25−30−35−40−45−50+51,3 %p−31,1 %p+26,1 %p−46,3 %pCDU/FBBLULCDU/FW |
| UL                                | Unabhängige Liste                                        | 48,7 % | 7          | 22,6 % | 3          | Kommunalwahl 2014 %6050403020100 51,3 %n. k. %48,7 %n. k. % CDU/FBBLULCDU/FWGewinne und Verlusteim Vergleich zu 2019 %p 55 50 45 40 35 30 25 20 15 10 5 0 −5−10−15−20−25−30−35−40−45−50+51,3 %p−31,1 %p+26,1 %p−46,3 %pCDU/FBBLULCDU/FW |
| CDU/FW                            | Christlich Demokratische Union Deutschlands/Freie Wähler | --     | --         | 46,3 % | 7          | Kommunalwahl 2014 %6050403020100 51,3 %n. k. %48,7 %n. k. % CDU/FBBLULCDU/FWGewinne und Verlusteim Vergleich zu 2019 %p 55 50 45 40 35 30 25 20 15 10 5 0 −5−10−15−20−25−30−35−40−45−50+51,3 %p−31,1 %p+26,1 %p−46,3 %pCDU/FBBLULCDU/FW |
| BL                                | Bürgerliste Wellendingen                                 | --     | --         | 31,2 % | 4          | Kommunalwahl 2014 %6050403020100 51,3 %n. k. %48,7 %n. k. % CDU/FBBLULCDU/FWGewinne und Verlusteim Vergleich zu 2019 %p 55 50 45 40 35 30 25 20 15 10 5 0 −5−10−15−20−25−30−35−40−45−50+51,3 %p−31,1 %p+26,1 %p−46,3 %pCDU/FBBLULCDU/FW |
| gesamt                            | gesamt                                                   | 100,0  | 15         | 100,0  | 14         | Kommunalwahl 2014 %6050403020100 51,3 %n. k. %48,7 %n. k. % CDU/FBBLULCDU/FWGewinne und Verlusteim Vergleich zu 2019 %p 55 50 45 40 35 30 25 20 15 10 5 0 −5−10−15−20−25−30−35−40−45−50+51,3 %p−31,1 %p+26,1 %p−46,3 %pCDU/FBBLULCDU/FW |
| Wahlbeteiligung                   | Wahlbeteiligung                                          | 55,4 % | 55,4 %     | 57,9 % | 57,9 %     | Kommunalwahl 2014 %6050403020100 51,3 %n. k. %48,7 %n. k. % CDU/FBBLULCDU/FWGewinne und Verlusteim Vergleich zu 2019 %p 55 50 45 40 35 30 25 20 15 10 5 0 −5−10−15−20−25−30−35−40−45−50+51,3 %p−31,1 %p+26,1 %p−46,3 %pCDU/FBBLULCDU/FW |

### Bürgermeister
- 1969–1985: Erich Koch (1930–2023)[10]
- 1985–2008: Karl Fröhlich (* 1953)[11]
- seit 2008: Thomas Albrecht (* 1978)[12]

Bürgermeister Albrecht wurde im April 2016 mit 88,3 Prozent der Stimmen (Wahlbeteiligung von 44 %) und im April 2024 mit 94,1 Prozent (Wahlbeteiligung von 30,4 %) der Stimmen im Amt bestätigt.

### Wappen
Das Wappen der Herren von Wellendingen war ein dreieckiger und auf der Spitze stehender Schild, dessen obere Hälfte einen „nach rechts schauenden Löwen“ zeigte. Dieses alte Adelswappen diente der Gemeinde als Vorlage für das ihr im Jahre 1971 vom Innenministerium des Landes Baden-Württemberg verliehene Gemeindewappen, mit dem Unterschied allerdings, dass die Heraldiker festgestellt haben, bei dem Wappentier handle es sich, da „nach rechts schauend“, nicht um einen Löwen, sondern um einen Leoparden. So zeigt das heutige Gemeindewappen in Silber über erhöhtem blauem Wellenschildfuß einen schreitenden roten Leoparden: die Gemeindefarben sind, wie einst von den Herren von Wellendingen, rot-weiß (silber).
Bis 1970 führte die Gemeinde Wellendingen im Dienstsiegel eine Tanne. Die Archivdirektion Stuttgart hat jedoch festgestellt, dass dies kein rechtsgültiges Wappen der Gemeinde ist, und hat angeraten, davon abzusehen, künftig die Tanne in ein zu genehmigendes Wappen mit aufzunehmen, da bereits in anderen gültigen Gemeindewappen viele Tannen vorkämen. Daraufhin wurde das jetzige Wappen der Gesamtgemeinde ausgearbeitet.

## Kultur und Sehenswürdigkeiten
Zu den Sehenswürdigkeiten des Ortes gehören einige Decken des barockisierten ehemaligen Schlosses Wellendingen, das heute als Rathaus genutzt wird und ein Epitaph in seinem Eingangsbereich. Weitere Epitaphe sind außen und innen an der Kirche St. Ulrich.

## Wirtschaft und Infrastruktur

### Verkehr
Wellendingen liegt an der Kreisstraße 5545 und 5546 sowie an der Landesstraße 434, die von der Bundesstraße 14 bei Aldingen-Neuhaus abzweigt und nach Schömberg verläuft.

### Bildung
Bis zum Sommer 2010 gab es in Wellendingen eine Grund- und Hauptschule mit Werkrealschule, heute gibt es eine Grundschule, die seit dem Sommer 2010 Neuwiesschule heißt.
Weiterführende Schulen werden hauptsächlich in Rottweil und Gosheim beziehungsweise Wehingen besucht.
Zudem gibt es in Wellendingen einen gemeindlichen Kindergarten mit Außenstelle in Wilflingen.

## Sohn der Gemeinde
- Josef Rebhan (* 1937), Landtagsabgeordneter der CDU